# Monica Dawson
Monica Dawson, är en rollfigur i NBC:s dramaserie Heroes som spelas av Dana Davis. Hon bor i New Orleans, LA och är Micahs syssling. Hennes förmåga går ut på att hon kan kopiera rörelser genom att se när de utförs. Detta visade sig till exempel när hon stoppade ett rån i snabbmatskedjan hon arbetade vid, genom att slå ner tjuven med ett antal ninjarörelser hon sett på tv:n tidigare. Monica försökte en gång stjäla tillbaka Michas ryggsäck från några tjuvar. Hon lyckas inte med detta och blir fångade av tjuvarna. De band fast henne och satte eld på byggnaden. Hon blev räddad av Niki Sanders som dog i branden.
Monica medverkade under säsong två som en av de nya personerna, men har inte varit med efter den säsongen. Hon har dock synts på ett fotografi i volym fyra.